# Thoroughly Modern Millie
Thoroughly Modern Millie (br Positivamente Millie) é um filme estadunidense de 1967, do gênero comédia musical, dirigido por George Roy Hill.

## Sinopse
Ao chegar em Nova Iorque, em 1922, uma jovem do interior muda o visual para parecer moderna e assim conseguir um emprego e encontrar o amor de sua vida, mas acaba se envolvendo em muitas confusões.

## Elenco
- Julie Andrews .... Millie Dillmount
- James Fox .... Jimmy Smith
- Mary Tyler Moore .... Dorothy Brown
- Carol Channing .... Muzzy Van Hossmere
- John Gavin .... Trevor Gaydon
- Anthony Dexter .... Juarez
- Cavada Humphrey .... Srta. Flannery
- Michael St. Claire .... Barão Ritcher
- Lisabeth Hush .... Judith Tremaine
- Beatrice Lillie .... Sra. Meers
- Jack Soo
- Pat Morita

## Principais prêmios e indicações
Oscar 1968 (EUA)
- Venceu na categoria de Melhor Trilha Sonora Original.
- foi também indicado nas categorias de Melhor Atriz Coadjuvante (Carol Channing), Melhor Direção de Arte, Melhor Figurino, Melhor Canção Original (Thoroughly Modern Millie), Melhor Som e Melhor Trilha Sonora Adaptada.

Globo de Ouro 1968 (EUA)
- Venceu na categoria de Melhor Atriz Coadjuvante (Carol Channing).
- Foi indicado também nas categorias de Melhor Filme - Comédia / Musical, Melhor Atriz - Comédia / Musical (Julie Andrews), Melhor Trilha Sonora e Melhor Canção Original (Thoroughly Modern Millie).